# Зурен, Герд
Герд Зурен (нем. Gerd Suhren, 16 мая 1914, Самоа — 6 мая 1991) — немецкий подводник времён Второй мировой войны, кавалер Рыцарского креста железного креста.

## Биография
Вступил в кригсмарине в апреле 1933 года. С апреля 1937 года служил на подводных силах. В сентябре 1939 года стал главным инженером на подводной лодке U-37 на которой до октября 1940 года участвовал в семи боевых походах. 21 октября 1940 года, после третьего боевого похода, он, как главный инженер, стал первым из не-командиров подводником, награждённым Рыцарским крестом Железного креста, не в последнюю очередь стараниями своего командира, Вернера Хартманна.
В октябре 1940 года Герд стал инструктором в 25-й флотилии и позже служил на разных штабных должностях.
Его брат, Райнхард Зурен, тоже служил в подводных силах кригсмарине и был кавалером Рыцарского креста железного креста с Дубовыми Листьями и Мечами, причём «обычный» Рыцарский крест Райнхард получил позже брата, в ноябре 1940 года.
В сентябре 1944 года он снова становится главным инженером, на этот раз на новой лодке типа XXI под командованием Адальберта Шнее. На борту U-2511 он 5 мая 1945 года прибыл в Берген, где экипаж сдался союзникам.
После войны он два года служил в службе по обезвреживанию морских мин.

## Военные звания
- фенрих (мичман) 21 сентября 1933
- оберфенрих 1 апреля 1936
- лейтенант 1 октября 1936
- оберлейтенант 1 июня 1938
- капитан-лейтенант 1 февраля 1941
- корветтен-капитан (капитан 3 ранга) 1 декабря 1944

## Награды
- Нагрудный знак подводника (8 ноября 1939)
- Железный крест 2-го класса (8 ноября 1939)
- Железный крест 1-го класса (28 февраля 1940)
- Рыцарский крест Железного креста (21 октября 1940)